# Nomada angulata
Nomada angulata är en biart som beskrevs av Swenk 1913. Nomada angulata ingår i släktet gökbin, och familjen långtungebin. Inga underarter finns listade i Catalogue of Life.